# Spielbank Bremen
Die Spielbank Bremen (früher: Casino Bremen) ist seit 1980 in der Weserstadt beheimatet. Seit 2010 befindet sich die Spielbank in einem historischen Kontorhaus an der Weserpromenade Schlachte. Angeboten werden das Klassische Spiel mit American Roulette, Black Jack und Ultimate Texas Hold‘em sowie das Automatenspiel. Am 30. Dezember 2021 löste die Bremer Toto und Lotto GmbH die Westspiel-Gruppe aus Nordrhein-Westfalen als Eigentümerin der Spielbank Bremen ab.
Zur Spielbank Bremen gehört eine Automatenspiel-Dependance, das Casino Bremerhaven, in Bremerhaven.
Seit der Gründung der Spielbank Bremen 1980 flossen circa 181 Millionen Euro an Spielbankabgaben an die Stiftung Wohnliche Stadt für gemeinnützige Baumaßnahmen.

## Geschichte
Die Spielbank Bremen wurde 1980 im Haus St. Petrus in der Böttcherstraße eingeweiht. Neben dem Klassischen Spiel in der Böttcherstraße war die Spielbank mit einem Automatencasino am Breitenweg in Bremen vertreten. 1982 eröffnete zusätzlich die Spielbank Bremerhaven als reine Automatenspiel-Dependance. 2006 wurde erstmals Poker ins Klassische Spiel aufgenommen. Bei dem Umzug an die Schlachte Nr. 26 wurden das Klassische und das Automatenspiel zusammengelegt.

## Belege
1. ↑  rab: Eigentümerwechsel vollzogen: Die Spielbank gehört jetzt Lotto Bremen. 20. Januar 2022, abgerufen am 25. April 2023.
2. ↑  Jürgen Theiner: Casino Bremen: Senat plant Übernahme durch Lottogesellschaft - WESER-KURIER. 1. Juli 2021, abgerufen am 24. Dezember 2021.

Koordinaten: 53° 4′ 38,4″ N, 8° 48′ 4,2″ O